# Edmund Frederic Warburg
Dr. Edmund Frederic ("Heff") Warburg ( 22 de marzo de 1908 - 9 de junio de 1966 ) fue un botánico, pteridólogo, taxónomo y profesor inglés.

## Biografía
Trabajó intensamente en la flora de Inglaterra. Como maestro inspiró a sus estudiantes en ese interés de la Botánica a campo, donde sus excursiones científicas de "Heff" eran estimulantes. Era muy paciente con sus alumnos, no importándole el tiempo requerido para identificar una planta, y sus correcciones a experimentados botánicos con su manera exquisita de no ofender.
Fue educado en el "Marlborough College", y concurre luego al Trinity College, de Cambridge, como escolar en Matemática en 1927. Obtendrá un doble primero en Ciencias naturales, tomando Botánica II ; y obteniendo un Ph.D. por una
tesis sobre citotaxonomía de las Geraniales bajo la dirección de la Srta. Dra. Edith R. Saunders.
Fue uno de los coautores de Flora of the British Isles (de A.R. Clapham, T.G. Tutin
& E.F. Warburg. Cambridge, 1952 & 1962),y además de su interés en las plantas superiores, fue una autoridad en Briófitas y en Pteridófitas. Al momento de su deceso estaba preparando una Flora de los Musgos Británicos, con A.C. Crundwell.
Su padre fue Oscar Warburg, un empresario y vocal del "London County Council", su madre Catherine Byrne, hija de Justice Byrne. La familia, de orígenes judeo-germanos, tenía notables conexiones con la Botánica, como Otto Warburg, bioquímico, conocido por el "manómetro de Warburg" y Otto Warburg, taxónomo y autor del género Monsunia.
Heredó el gusto por la jardinería de su padre, y juntos publicaron un artículo de Cistus, en "Journal of the Royal Horticultural Society", en 1930.
Después de una expedición botánica a las Azores, en 1929, fue el responsable de introducir al cultivo de Daboecia azorica Tutin & E.F.Warb 1932.
Fue elegido miembro científico del Trinity College en 1933.
En 1938, iría al Bedford College de Londres como asistente y para 1941 se enroló en la Real Fuerza Aérea británica, trabajando en la Unidad de Fotointerpretación en Medmenham, Buckingharnshire, donde adquiere a su vez el interés en las Briófitas.
Retorna al Bedford College luego de la guerra y en 1948 va al Botany School de Oxford, invitado por el profesor Osborne como demostrador universitario en botánica y curador del herbario Druce. Se destacó por su inusual sentido común en las materias académicas y por la defensa de algunos de los más tradicionales aspectos de la Botánica. En 1964 fue promovido a lector en Taxonomía Vegetal, y electo miembro del "New College".
Se interesó particularmente en Sorbus L. 1753 y enseñando sobre fanerógamas. Su contribución a la primera edición de Flora of the British Isles y el cuidado y tiempo dispensado en revisar su contribución a la segunda edición fueron destacados.
Descubrió muchas nuevas briófitas de Bretaña y en 1963 editó la tercera edición de A Census Catalogue of British Mosses.
Heff se unió a la Botanical Society of the British Isles en 1946 y en los siguientes 20 años sirvió en muchos comités, siendo también miembro de su Concejo. Fue editor de Watsonia de 1949 a 1960. Fue elegido Miembro Honorario de la Sociedad en 1960 y presidente en 1965. También fue Registrador de Musgos de la British Bryological Society en 1946 y su presidente de 1962 a 1963.
En 1948 se casó con Primrose Barrett, de Melton, Suffolk, quien había sido una de sus alumnos en Londres. Tuvieron dos varones y una mujer.

## Algunas publicaciones
- Warburg, EF; O Warburg. 1930. A preliminary study of the genus Cistus. JI. R. Hort Soc., 55, 1-52
- ----; TG Tutin. 1932. Notes on the flora of the Azores. J. Bot., Londres, 70, 7-13, 38-46
- ----; O Warburg. 1933. Oaks in cultivation in the British Isles. JI. R. hort Soc., 58, 171-188
- ----. 1938a. Taxonomy and Relationships in the Geraniales in the Light of their Cytology. I. New Phytol. 37, 130-157
- ----. 1938b. Taxonomy and Relationships in the Geraniales in the Light of their Cytology. II. New Phytol. 37, 189-210
- ----. 1947. A form of Seligeria recurvata (Hedw.) B. & S. from Buckinghamshire. Trans. Br. bryol. Soc. 1. 14-15.
- ----. 1949. Trochobryum carnioicum- new to the British Isles. Trans. Br. bryo/. Soc., 1, 199-201
- ----. 1950a. Nomenclature and corrections to British Plant List. Vll. Watsonia, 1, 313-316
- ----: EW Jones. 1950b. Grimmia andreaeoides Limpr. Trans. Br. bryo/; Soc., 1, 367-368
- ----. 1951a. Corrections to the British Plant List. VllI. Watsonia, 2, 102-103
- ----. 1951b. Eurhynchium puchelum (Hedw.) Jennings var. praecox (Hedw.) C. Jens. in Suffolk. Trans.Br. bryol. Soc., 1, 489-490
- ----; AR Clapham; TG Tutin. 1952. Flora of the British Isles. 1ª ed. Cambridge
- ----; EW Jones. 1956a. Campylium hispidulum (Brid.) Mitt. in Britain. Trans. Br. bryol. Soc., 3, 66-68
- ----. 1956b. Heterocladium macounii Best. Trans. Br. bryo/. Soc., 3, 126-127
- ----. 1957a. Two mosses from Scotland, new to the British Isles. Trans. Br. bryol. Soc., 3,171-173
- ----. 1957b. Crocuses. Endeavour, 16,209-216
- ----. 1957c. Some new names in the British Flora. Watsonia. 7. 41. 42. 43-47
- ----. 1958a. Meesia tristicha Bruch & Schimp. in the British Isles. Trans. Br. bryol. Soc., 3, 378-381
- ----. 1958b. The Cinclidotus of the River Teme. Trans. Br. bryol. Soc., 3, 383-385
- ----; AR Clapham; TG Tutin. 1959a. Excursion Flora of the British Isles. Cambridge
- ----. 1959b. Plant Note. Equisetum variegatum Schleich. ex. Web. and Mohr. Proc. bot. Soc. Br. Isl., 3, 283
- ----; AC Crundwell. 1959c. Tortula virescens (De Not.) De Not. new to the British Isles. Trans. Br. bryol. Soc., 3, 568-570
- ----. 1960. Weissai levieri (Limpr.) Kindb., new to Britain. Trans. Br. bryol. Soc. 3, 713-714
- ----1960b. Some taxonomic problems in weedy species. En Harper, J. L. The Biology of Weeds. 43-47
- ----; BFT Ducker. 1961. Physcomitrium eurystomum Sendt. in Britain. Trans. Br. bryol. Soc. 4, 95-97
- ----; AR Clapham; TG Tutin. 1962a. Flora of the British Isles. 2ª ed. Cambridge
- ----; AJE Smith. 1962b. Fissidens crassipes Wils. ex B. S. & G., F. mildeanus Schimp. and F.

rufulus B., S. & G. Trans. Br. bryol. Soc., 4, 204-205
- ----; AR Perry. 1962c. Playgyrium repens (Brid.) B. S. & G., new to the British Isles. Trans. Br. bryol. Soc. 4, 335-336
- ----. 1962d. New combinations in British mosses. Trans. Br. bryol. Soc. 4, 247-248
- ----, editor. 1963a. Census Catalogue of British Mosses. 3ª ed.
- ----; AR Perry. 1963b. Platygyrium repens in Britain. Trans. Br. bryol. Soc. 4, 422-425
- ----; AC Crundwell. 1963c. Seligeria oelandica in Ireland, new to the British Isles. Trans. Br. bryol. Soc., 4, 426-428
- 1963d. Notes on the bryophytes of Achill Island. Ir. Nat. J., 14, 139-145
- ----. 1965a. Grimmia borealis in Britain. Trans. Br. bryol. Soc., 4, 757-759
- ----. 1965b. Pohlia pulchella in Britain. Trans. Br. bryol. Soc., 4, 760-762
- ----; AC Crundwell. 1965c. Tortula vectensis, a new species from the Isle of Wight. Trans. Br. bryol. Soc. 4, 763-766
- ----; JA Paton. 1965d. A new combination for a British hepatic. Trans. Br. bryol. Soc. 4, 831-832

- La abreviatura «E.F.Warb.» se emplea para indicar a Edmund Frederic Warburg como autoridad en la descripción y clasificación científica de los vegetales.[1]

## Fuente
- Desmond, R. 1994. Dictionary of British & Irish Botanists & Horticulturists includins Plant Collectors, Flower Painters & Garden Designers. Taylor & Francis & The Natural History Museum, Londres.